# Oxyrhachis variegatus
Oxyrhachis variegatus är en insektsart som beskrevs av Capener 1960. Oxyrhachis variegatus ingår i släktet Oxyrhachis och familjen hornstritar. Inga underarter finns listade i Catalogue of Life.